# Грахаварман
Грахаварман (д/н —605) — останній магараджахіраджа Маукхарі у 600—605 роках.

## Життєпис
Походив з династії Маукхарі. Син магараджахіраджи Аванті-вармана. Замолоду одружився з Раджашрі, донькою Прабхакаравардхани, магараджи Шрікантхи. 600 року після смерті батька успадкував владу. Втім значний вплив отримав його есть [що?], який на той час фактично контролював західні та південнозахідні землі держави Маукхарі.
Невдовзі Прабхакаравардхана навіть прийняв титул магараджахіраджа, чим зрівнявся з Грахаварманом. Останній не наважився виступити проти того, оскільки все більш загрозливою ситуація становилася у відносинах з державою Гауда. Правитель останньої — Шашанка — ймовірно у 605 році виступив проти Грахавармана, скориставшись смертю досвідченого Прабхакаравардхани. У битві володар Маукхарі зазнав поразки. Загинув під час битви або потрапив у полон при захопленні своєї столиці Каннаудж, де був страчений. Династія Маукхарі припинила своє існування.